# Карлус Жаймі
Карлус Жаймі (порт. Carlos Jayme, 13 червня 1980) — бразильський плавець.
Призер Олімпійських Ігор 2000 року, учасник 2004 року.
Переможець Панамериканських ігор 2003 року.